# Lieu-Saint-Amand

Lieu-Saint-Amand este o comună în departamentul Nord, Franța. În 1 ianuarie 2022 avea o populație de 1.464 de locuitori.